# Vernon (Nueva York)
Vernon es un pueblo ubicado en el condado de Oneida en el estado estadounidense de Nueva York. En el año 2000 tenía una población de 5,335 habitantes y una densidad poblacional de 54 personas por km².

## Geografía
Vernon se encuentra ubicado en las coordenadas 43°4′47″N 75°32′25″O / 43.07972, -75.54028.

## Demografía
Según la Oficina del Censo en 2000 los ingresos medios por hogar en la localidad eran de $38,339 y los ingresos medios por familia eran $44,951. Los hombres tenían unos ingresos medios de $32,848 frente a los $24,076 para las mujeres. La renta per cápita para la localidad era de $19,523. Alrededor del 9.8% de la población estaban por debajo del umbral de pobreza.